# Liste der Kulturdenkmale in Pinneberg
In der Liste der Kulturdenkmale in Pinneberg sind alle Kulturdenkmale der schleswig-holsteinischen Kreisstadt Pinneberg und ihrer Ortsteile gemäß Landesamt für Denkmalpflege Schleswig-Holstein aufgelistet (Stand: 21. Juli 2025).

## Legende
In den Spalten befinden sich folgende Informationen:
- Objekt-ID: die Nummer des Kulturdenkmales
- Lage: die Adresse des Kulturdenkmales und die geographischen Koordinaten. Kartenansicht, um Koordinaten zu setzen. In der Kartenansicht sind Kulturdenkmale ohne Koordinaten mit einem roten Marker dargestellt und können in der Karte gesetzt werden. Kulturdenkmale ohne Bild sind mit einem blauen Marker gekennzeichnet, Kulturdenkmale mit Bild mit einem grünen Marker.
- Offizielle Bezeichnung: Bezeichnung des Kulturdenkmales
- Beschreibung: die Beschreibung des Kulturdenkmales
- Bild: ein Bild des Kulturdenkmales

## Sachgesamtheiten
| Objekt-ID      | Lage                                                                                 | Offizielle Bezeichnung        | Beschreibung | Bild                             |
| -------------- | ------------------------------------------------------------------------------------ | ----------------------------- | --- | -------------------------------- |
| 39712          | Bahnhofstraße 2, 4 (53° 39′ 26″ N, 9° 47′ 58″ O)                                     | Christuskirche                | Christuskirche; 1894/95; Architekt: Hugo Groothoff, Hamburg; kreuzförmige Backsteinkirche mit Turm in neogotischen Formen; Pastorat; 1894/95; zweigeschossiger historistischer Backsteinbau mit neogotischen Stilelementen, Schieferdach - Begründung: geschichtlich, künstlerisch, städtebaulich - Schutzumfang: Christuskirche (Bahnhofstraße 2), Pastorat (Bahnhofstraße 4) | weitere Fotos \| Fotos hochladen |
| 39511 Wikidata | Dingstätte 23, 25, Am Drosteipark, Von-Ahlefeldt-Stieg (53° 39′ 39″ N, 9° 47′ 47″ O) | Drostei Pinneberg             | Drostei Pinneberg; 1765-1767 erbaut; zweigeschossiger Backsteinbau mit dreigeschossigen, giebelständigen Mittelrisaliten, Rokokojuwel Norddeutschlands, Mansardwalmdach; zwei Schwursteine; Stadtmuseum (ehemaliges Gerichtsgebäude); 1854-1855; zweigeschossiger neoromanischer Backsteinbau mit Mittelrisalit, schiefergedecktes Satteldach; Denkmal für die Gefallenen im Deutsch-Französischen Krieg 1870/71; Marmorobelisk; umgeben vom Drosteipark, dieser seit der Barockzeit mehrfach geändert und ergänzt - Begründung: geschichtlich, wissenschaftlich, künstlerisch, städtebaulich - Schutzumfang: Drostei, zwei Schwursteine (Dingstätte 23); Stadtmuseum (ehem. Gerichtsgebäude) (Dingstätte 25); Drosteipark, gebogene Lindenallee, westliche Boskettallee, Gartenhauptachse, Teich, Denkmal 1870/71 (Am Drosteipark); Drosteipark-Gartenhauptachse (Von-Ahlefeldt-Stieg) | weitere Fotos \| Fotos hochladen |
| 39518 Wikidata | Fahltskamp 30 (53° 39′ 35″ N, 9° 48′ 11″ O)                                          | Bürgerhaus Fahltskamp 30      | Wohnhaus; letztes Viertel 18. Jahrhundert, Umbauten 1921 von Klaus Groth; zweigeschossiges Fachwerkhaus mit Backsteinausfachung, schiefergedecktes Walmdach; Dreiständerfachwerkscheune mit Backsteinausmauerung, Hohlpfannendach; hölzerner Gartenpavillon; 19. Jahrhundert - Begründung: geschichtlich, städtebaulich - Schutzumfang: Wohnhaus, Scheune, Gartenpavillon | Fotos hochladen                  |
| 39523 Wikidata | Rellinger Straße 37–39 (53° 38′ 53″ N, 9° 49′ 7″ O)                                  | Hofanlage Thesdorf            | Hofanlage Thesdorf; 1921; Architekt: Klaus Groth; repräsentative Anlage mit Toreinfahrt mit zwei mächtigen Pfeilern, repräsentativem eingeschossigem Haupthaus aus Backstein mit zweigeschossigem Mittelrisalit mit vorgelagertem kolossalem ionischem Säulenportikus mit Freitreppe sowie zwei den Hof flankierende solitäre Stallgebäude in barocker Prägung des Heimatstils - Begründung: geschichtlich, künstlerisch, städtebaulich, Kulturlandschaft prägend - Schutzumfang: Wohnhaus („Herrenhaus“), westl. Wirtschaftsgebäude, östl. Wirtschaftsgebäude, Toranlage | Fotos hochladen                  |
| 39664 Wikidata | Rübekamp 1, 2, Dingstätte 27 (53° 39′ 40″ N, 9° 47′ 44″ O)                           | Baugruppe Rübekamp/Dingstätte | Zentrumsbildende Bautengruppe, ehem. Kreishaus; 1892/93; zweigeschossiger Putzbau mit mittigem fialenbekröntem Zwerchgiebel, Walmdach; ehem. Kreissparkasse, zeitweise Rathaus; Ursprungsbau vor 1884, Anbau 1903, 1934 für die Kreissparkasse von Klaus Groth einheitlich umgebaut; zweigeschossiges Backsteingebäude, Walmdach; Nebengebäude des ehem. Rathauses, genannt Remise; 1893; eingeschossiger Putzbau, Satteldach; Wohn- und Geschäftshaus; 2. Viertel 19. Jahrhundert; zweigeschossiges Traufenhaus, flaches Walmdach - Begründung: geschichtlich, städtebaulich - Schutzumfang: ehem. Kreishaus (Rübekamp 2), Wohn- und Geschäftshaus (Rübekamp 1), ehem. Kreissparkasse und Nebengebäude (genannt Remise) (Dingstätte 27) | weitere Fotos \| Fotos hochladen |
| 39665 Wikidata | Schauenburgerstraße 9, 11–13 (53° 39′ 30″ N, 9° 47′ 37″ O)                           | Villa Warncke                 | Fabrikantenvilla; wohl 1904; Anbau 1911; zweigeschossiger fünfachsiger Bau, traufständig mit schiefergedecktem Satteldach; Pferdestall und Wagenremise; 1911; zweigeschossiger Backsteinbau mit Sandsteinelementen und Zierfachwerk im Giebel * Begründung: geschichtlich, künstlerisch, städtebaulich - Schutzumfang: Villa Warncke, Pferdestall (Schauenburgerstraße 9); Wohnhaus (Schauenburgerstraße 11-13) | weitere Fotos \| Fotos hochladen |
| 39524 Wikidata | Waldenauer Weg 7, 9 (53° 37′ 23″ N, 9° 47′ 47″ O)                                    | Hof Ramcke Waldenau           | Hof Ramcke; Bautengruppe aus dem 19. und 20. Jahrhundert; Wohn- und Wirtschaftsgebäude; 1902; Backsteingebäude; Satteldach. Kate; 1802; Zweiständerhaus, Reetdach. Bohlenscheune; 19. Jahrhundert; Reetdach - Begründung: geschichtlich, Kulturlandschaft prägend - Schutzumfang: Bohlenscheune, Wohn- und Wirtschaftsgebäude (Waldenauer Weg 7), Kate (Waldenauer Weg 9) | Fotos hochladen                  |

## Mehrheit von baulichen Anlagen
| Objekt-ID      | Lage                                                                                    | Offizielle Bezeichnung            | Beschreibung | Bild                             |
| -------------- | --------------------------------------------------------------------------------------- | --------------------------------- | --- | -------------------------------- |
| 39542 Wikidata | Bahnhofstraße 5, 7, 9–11 (53° 39′ 23″ N, 9° 47′ 52″ O)                                  | Villenbebauung Bahnhofstraße 5–11 | Villenbebauung Bahnhofstraße 5-11; 1853-Anfang 20. Jahrhundert; zweigeschossige Häuserzeile dreier Bauten vom Spätklassizismus bis zum Historismus - Begründung: geschichtlich, städtebaulich - Schutzumfang: Villen Bahnhofstraße 5 (mit Böschungsmauer), 7 (mit Böschungsmauer und Einfriedung), 9-11                                             | weitere Fotos \| Fotos hochladen |
| 39568 Wikidata | Bahnhofstraße 41, 43, 45 (53° 39′ 36″ N, 9° 48′ 3″ O)                                   | Ratskellerblock                   | Ratskellerblock; 1928; erbaut von Friedrich Strupp (Bauunternehmer); dreigeschossige Wohn- und Geschäftshauszeile aus Backstein mit expressionistischen Elementen und Strukturen der Neuen Sachlichkeit, Walm- und Satteldächer - Begründung: geschichtlich, städtebaulich - Schutzumfang: ehem. Zinshäuser Bahnhofstraße 41, 43 (mit Geländer), 45 | Fotos hochladen                  |
| 33790 Wikidata | Rosenhof 1-3, 2-4, 5, 6, 7, 8, Bahnhofstraße 15a-b, 15c-d (53° 39′ 27″ N, 9° 47′ 52″ O) | Wohnbebauung Rosenhof             | Wohnbebauung Rosenhof; 1936–37; Anlage von acht zweigeschossige Backsteinbauten mit Walmdach um namengebende Grünfläche - Begründung: geschichtlich, städtebaulich - Schutzumfang: Mietwohnungshäuser Bahnhofstraße 15 a-b, 15 c-d; Rosenhof 1-3, 2-4, 5, 6, 7, 8                                                                                   | Fotos hochladen                  |

## Bauliche Anlagen
| Objekt-ID      | Lage                                                   | Offizielle Bezeichnung                               | Beschreibung | Bild                             |
| -------------- | ------------------------------------------------------ | ---------------------------------------------------- | --- | -------------------------------- |
| 28211 Wikidata | Am Drosteipark (53° 39′ 37″ N, 9° 47′ 42″ O)           | Kriegerdenkmal 1870/1871                             | Denkmal 1870/71; für die Gefallenen des Deutsch-Französischen Kriegs; schwarzer Marmor-Obelisk auf hohem Sandstein-Postament - Begründung: geschichtlich, künstlerisch - Schutzumfang: gesamtes Objekt - Denkmaltyp: Bauliche Anlage, Sachgesamtheit: Drostei Pinneberg | weitere Fotos \| Fotos hochladen |
| 33393 Wikidata | Am Drosteipark 1 (53° 39′ 39″ N, 9° 47′ 50″ O)         | Zollgebäude                                          | Zollgebäude; 1954; zweigeschossiges Backsteingebäude mit Satteldach. - Begründung: geschichtlich, städtebaulich - Schutzumfang: gesamtes Objekt - Denkmaltyp: Bauliche Anlage | Fotos hochladen                  |
| 6813 Wikidata  | An der Mühlenau 16 (53° 39′ 24″ N, 9° 47′ 38″ O)       | Verwaltungsbau der ehemaligen ILO-Motorenwerke       | Verwaltungsbau der ehemaligen ILO-Motorenwerke, 1932 von Architekt Rudolf Lodders; Putzbau im Stil des Neuen Bauens; U-förmige Anordnung um einen Hof mit Pergola aus Betonpfeilern; Alteintragung (Aktualisierung vorgesehen) - Begründung: geschichtlich, künstlerisch, städtebaulich - Schutzumfang: gesamtes Objekt - Denkmaltyp: Bauliche Anlage | Fotos hochladen                  |
| 29161          | Bahnhofstraße (53° 39′ 21″ N, 9° 47′ 53″ O)            | Ehrenmal für die Gefallenen des Ersten Weltkriegs    | Ehrenmal für die Gefallenen des Ersten Weltkrieges; 1933-1934, Entwurf: Stadtbaumeister Theodor Hansen; Stele aus Muschelkalkquadern auf eigenem, mit Brüstungsmauern umgebenen Gelände - Begründung: geschichtlich, künstlerisch, städtebaulich - Schutzumfang: gesamtes Objekt - Denkmaltyp: Bauliche Anlage | Fotos hochladen                  |
| 24812 Wikidata | Bahnhofstraße 1 (53° 39′ 19″ N, 9° 47′ 52″ O)          | Bahnhof Pinneberg                                    | zweigeschossiger kubischer Bau mit flachem Walmdach und zweigeschossiger Wasserturm mit Satteldach von 1844; eingeschossiger Verbindungsbau um 1900; flankierende eingeschossige Anbauten von 1936; Der Bahnhof wurde am 18. September 1844 mit der Eröffnung der Bahnstrecke Altona–Kiel in Betrieb genommen, womit er einer der ältesten in Schleswig-Holstein ist. Seit 1967 ist er Endpunkt der S-Bahn Hamburg. - Begründung: geschichtlich, städtebaulich, technisch - Schutzumfang: gesamtes Objekt - Denkmaltyp: Bauliche Anlage | weitere Fotos \| Fotos hochladen |
| 9089 Wikidata  | Bahnhofstraße 2 (53° 39′ 26″ N, 9° 47′ 58″ O)          | Christuskirche                                       | 1894–1895 von Architekt Hugo Groothoff (Hamburg); kreuzförmige Backsteinkirche mit Turm in neogotischen Formen; Alteintragung (Aktualisierung vorgesehen) - Begründung: geschichtlich, künstlerisch, städtebaulich - Schutzumfang: Alteintragung (Aktualisierung vorgesehen) - Denkmaltyp: Bauliche Anlage, Sachgesamtheit: Christuskirche | weitere Fotos \| Fotos hochladen |
| 9090 Wikidata  | Bahnhofstraße 4 (53° 39′ 28″ N, 9° 47′ 58″ O)          | Pastorat                                             | erbaut 1894–1995; zweigeschossiger historistischer Backsteinbau mit neogotischen Stilelementen, Schieferdach; Alteintragung (Aktualisierung vorgesehen) - Begründung: geschichtlich, städtebaulich - Schutzumfang: Alteintragung (Aktualisierung vorgesehen) - Denkmaltyp: Bauliche Anlage, Sachgesamtheit: Christuskirche | Fotos hochladen                  |
| 25308 Wikidata | Bahnhofstraße 7 (53° 39′ 23″ N, 9° 47′ 51″ O)          | Villa                                                | Villa; 1896; Architekturbüro Schaar & Hintzpeter, Altona; zweigeschossiger Putzbau, Satteldach; Böschungsmauer mit Einfriedung. Die Villa dokumentiert gemeinsam mit den Nachbarhäusern den Ausbau der Bahnhofstraße als planmäßige Anbindung des Ortes an den Bahnhof - Begründung: geschichtlich, städtebaulich - Schutzumfang: Villa, Böschungsmauer und Einfriedung - Denkmaltyp: Bauliche Anlage, Mehrheit von baulichen Anlagen: Villenbebauung Bahnhofstraße 5-11 | Fotos hochladen                  |
| 25309 Wikidata | Bahnhofstraße 9-11 (53° 39′ 23″ N, 9° 47′ 52″ O)       | Villa                                                | Villa; nach 1853; Doppelhaus, zweigeschossiger symmetrischer Putzbau mit zwei mittigen Eingängen,Traufenhaus mit Walmdach und Schiefereindeckung - Begründung: geschichtlich, städtebaulich - Schutzumfang: gesamtes Objekt - Denkmaltyp: Bauliche Anlage, Mehrheit von baulichen Anlagen: Villenbebauung Bahnhofstraße 5-11 | Fotos hochladen                  |
| 25064          | Bahnhofstraße 41 (53° 39′ 36″ N, 9° 48′ 3″ O)          | Zinshaus                                             | Mietzinshaus; 1928, erbaut vom Bauunternehmer Friedrich Strupp; in Ecklage befindlicher dreigeschossiger Walmdachbau mit Flacherker und überdecktem Eingangsbereich, im Erdgeschoss Ladeneinbauten, straßenseitige Ziegelfassade mit reduzierter Gliederung - Begründung: geschichtlich, städtebaulich - Schutzumfang: gesamtes Objekt - Denkmaltyp: Bauliche Anlage, Mehrheit von baulichen Anlagen: Ratskellerblock | Fotos hochladen                  |
| 25065          | Bahnhofstraße 43 (53° 39′ 36″ N, 9° 48′ 3″ O)          | ehemalige Zinshaus                                   | Mietzinshaus; 1928, erbaut vom Bauunternehmer Friedrich Strupp; dreigeschossiger Walmdachbau mit Flacherker und überdecktem Eingangsbereich, im Erdgeschoss Ladeneinbauten, straßenseitige Ziegelfassade mit reduzierter Gliederung; Graben und Kellerabgang mit Eisengittergeländer - Begründung: geschichtlich, städtebaulich - Schutzumfang: ehem. Zinshaus, Geländer - Denkmaltyp: Bauliche Anlage, Mehrheit von baulichen Anlagen: Ratskellerblock | Fotos hochladen                  |
| 25066 Wikidata | Bahnhofstraße 45 (53° 39′ 37″ N, 9° 48′ 3″ O)          | Ehemaliges Zinshaus                                  | ehem. Zinshaus; 1928, erbaut von Friedrich Strupp; dreigeschossiges Wohn- und Geschäftsgebäude aus Backstein mit Attikageschoss, Eckgebäude mit runder Eckausbildung, Walmdach - Begründung: geschichtlich, städtebaulich - Schutzumfang: gesamtes Objekt - Denkmaltyp: Bauliche Anlage, Mehrheit von baulichen Anlagen: Ratskellerblock | Fotos hochladen                  |
| 35031 Wikidata | Bismarckstraße (53° 39′ 50″ N, 9° 47′ 48″ O)           | Schüttenberg-Brücke                                  | 1914 von Architekt Klaus Groth; Fahrbahn und Bürgersteig mit brüstungshohen Brückenwangen, Gussbeton - Begründung: geschichtlich, städtebaulich, technisch - Schutzumfang: gesamtes Objekt - Denkmaltyp: Bauliche Anlage | Fotos hochladen                  |
| 2689 Wikidata  | Dingstätte 23 (53° 39′ 39″ N, 9° 47′ 48″ O)            | Drostei                                              | Der in der Dingstätte 23 gelegene Backsteinbau wurde in den Jahren 1765–1867 errichtet. Als Architekten vermutet man Ernst Georg Sonnin (1713–1794), der die Drostei für den Landdrosten, den Geheimen Konferenzrat Hans von Ahlefeldt-Seestermühe (1710–1780) gebaut haben soll. (Sonnin wird auch das bauähnliche Palais Doos in Wilster zugeschrieben, eine eindeutige Zuschreibung gelang bisher allerdings in beiden Fällen nicht.) Alteintragung (Aktualisierung vorgesehen) - Begründung: geschichtlich, künstlerisch, städtebaulich - Schutzumfang: Alteintragung (Aktualisierung vorgesehen) - Denkmaltyp: Bauliche Anlage, Sachgesamtheit: Drostei Pinneberg | Fotos hochladen                  |
| 7580 Wikidata  | Dingstätte 23 (53° 39′ 40″ N, 9° 47′ 49″ O)            | zwei Schwursteine                                    | rechteckige Granitsteine des ehem. Pinneberger Göding, eines Volksgerichts (erstmals 1397 erwähnt); Die Eidleistenden mussten darauf steigen, um zu schwören. Alteintragung (Aktualisierung vorgesehen) - Begründung: geschichtlich, wissenschaftlich, städtebaulich - Schutzumfang: Alteintragung (Aktualisierung vorgesehen) - Denkmaltyp: Bauliche Anlage, Sachgesamtheit: Drostei Pinneberg | Fotos hochladen                  |
| 24857 Wikidata | Dingstätte 25 (53° 39′ 40″ N, 9° 47′ 45″ O)            | Stadtmuseum (ehem. Gerichtsgebäude)                  | 1854–1855 erbaut als Amtsgericht; Backsteinbau mit dreiachsigem Mittelrisalit; Alteintragung (Aktualisierung vorgesehen) - Begründung: geschichtlich, städtebaulich - Schutzumfang: Alteintragung (Aktualisierung vorgesehen) - Denkmaltyp: Bauliche Anlage, Sachgesamtheit: Drostei Pinneberg | weitere Fotos \| Fotos hochladen |
| 33640 Wikidata | Dingstätte 27 (53° 39′ 41″ N, 9° 47′ 44″ O)            | Ehemalige Kreissparkasse                             | ehem. Kreissparkasse; Ursprungsbau vor 1884, Anbau 1903, 1934 für die Kreissparkasse von Klaus Groth einheitlich umgebaut; zweigeschossiges Backsteingebäude, Walmdach - Begründung: geschichtlich, städtebaulich - Schutzumfang: gesamtes Objekt - Denkmaltyp: Bauliche Anlage, Sachgesamtheit: Baugruppe Rübekamp/Dingstätte | Fotos hochladen                  |
| 25325          | Fahltskamp 11 (53° 39′ 38″ N, 9° 48′ 4″ O)             | Wohnhaus mit Gaststätte                              | Wohnhaus mit Gaststätte; um 1870; zweigeschossiges verputztes Eckgebäude mit Walmdach, barockisierende Putzgliederung - Begründung: geschichtlich, städtebaulich - Schutzumfang: gesamtes Objekt - Denkmaltyp: Bauliche Anlage | BW                               |
| 3519 Wikidata  | Fahltskamp 30 (53° 39′ 34″ N, 9° 48′ 11″ O)            | Wohnhaus                                             | zweigeschossiges Fachwerkhaus mit Backsteinausfachung, schiefergedecktes Walmdach; erbaut im letzten Viertel des 18. Jahrhunderts, Umbauten 1921 von Klaus Groth; Alteintragung (Aktualisierung vorgesehen) - Begründung: geschichtlich, städtebaulich - Schutzumfang: Alteintragung (Aktualisierung vorgesehen) - Denkmaltyp: Bauliche Anlage, Sachgesamtheit: Bürgerhaus Fahltskamp 30 | Fotos hochladen                  |
| 26919 Wikidata | Fahltskamp 30 (53° 39′ 34″ N, 9° 48′ 11″ O)            | Scheune                                              | Dreiständerfachwerk-Scheune mit Backsteinausmauerung und Hohlpfannendach; Alteintragung (Aktualisierung vorgesehen) - Begründung: geschichtlich, städtebaulich - Schutzumfang: Alteintragung (Aktualisierung vorgesehen) - Denkmaltyp: Bauliche Anlage, Sachgesamtheit: Bürgerhaus Fahltskamp 30 | Fotos hochladen                  |
| 26920 Wikidata | Fahltskamp 30 (53° 39′ 33″ N, 9° 48′ 10″ O)            | Hölzerner Gartenpavillon                             | erbaut im 19. Jahrhundert als Geschenk der dänischen Königin Caroline Amalie an Amalie Jessen, Bewohnerin des Hauses Fahltskamp 30; Alteintragung (Aktualisierung vorgesehen) - Begründung: geschichtlich, städtebaulich - Schutzumfang: Alteintragung (Aktualisierung vorgesehen) - Denkmaltyp: Bauliche Anlage, Sachgesamtheit: Bürgerhaus Fahltskamp 30 | Fotos hochladen                  |
| 3520 Wikidata  | Fahltskamp 34 (53° 39′ 33″ N, 9° 48′ 14″ O)            | Wohnhaus                                             | erbaut 1787; zweigeschossiger, fünfachsiger Putzbau mit Walmdach und Eckquaderung; dreiachsiger, übergiebelter Mittelrisalit; ehemaliger Wohn- und Dienstsitz des Landdrosten Albrecht Philipp von Levetzau; Alteintragung (Aktualisierung vorgesehen) - Begründung: geschichtlich, städtebaulich - Schutzumfang: Alteintragung (Aktualisierung vorgesehen) - Denkmaltyp: Bauliche Anlage | Fotos hochladen                  |
| 25326 Wikidata | Fahltskamp 34 a (53° 39′ 32″ N, 9° 48′ 16″ O)          | Villa Wupperman                                      | Villa Wupperman; 1925; Architekt: Klaus Groth; eingeschossiger Backsteinbau mit Mansardwalmdach, mit Tor - Begründung: geschichtlich, städtebaulich - Schutzumfang: Villa Wupperman, Toranlage - Denkmaltyp: Bauliche Anlage | Fotos hochladen                  |
| 3521 Wikidata  | Fahltskamp 35 (53° 39′ 33″ N, 9° 48′ 17″ O)            | Haustür                                              | Alteintragung (Aktualisierung vorgesehen) - Begründung: geschichtlich, künstlerisch - Schutzumfang: gesamtes Objekt - Denkmaltyp: Bauliche Anlage | Fotos hochladen                  |
| 33656 Wikidata | Fahltskamp 48 (53° 39′ 28″ N, 9° 48′ 24″ O)            | Hotel „Cap Polonio“                                  | 1908 von Architekt Theodor Sievers; zweigeschossiger Putzbau mit Backsteingliederung im Heimatschutzstil und Jugendstilanklängen in der Bauzier, Satteldach - Begründung: geschichtlich, städtebaulich - Schutzumfang: gesamtes Objekt - Denkmaltyp: Bauliche Anlage | Fotos hochladen                  |
| 3522 Wikidata  | Fahltskamp 50 (53° 39′ 26″ N, 9° 48′ 26″ O)            | Fabrikantenvilla                                     | 1927–1928 von F. Strupp; zweigeschossiger, flach gedeckter Klinkerbau mit Pfeilerportikus; Hauptgesims weit vorkragend, darüber Attika; Alteintragung (Aktualisierung vorgesehen) - Begründung: geschichtlich, künstlerisch, städtebaulich - Schutzumfang: gesamtes Äußeres - Denkmaltyp: Bauliche Anlage | Fotos hochladen                  |
| 33658 Wikidata | Gärtnerstraße 23 (53° 38′ 52″ N, 9° 49′ 24″ O)         | Villa                                                | erbaut Anfang des 20. Jahrhunderts; eingeschossiges Gebäude mit Drempelgeschoss und repräsentativem zweigeschossigem Seitenrisalit mit Krüppelwalmdach und Freigespärre - Begründung: geschichtlich, städtebaulich - Schutzumfang: gesamtes Objekt - Denkmaltyp: Bauliche Anlage | Fotos hochladen                  |
| 33711 Wikidata | Großer Reitweg 16 (53° 38′ 52″ N, 9° 47′ 46″ O)        | Wohnhaus                                             | 1935 von Architekt Klaus Groth, 1961 Erweiterung durch Klaus Groth; eingeschossiger, traufständiger Backsteinbau, zeittypische Heimatschutzstil-Formen, steiles Satteldach; mit Garagenanbau und Einfriedung mit Gartenpforte - Begründung: geschichtlich, künstlerisch, städtebaulich - Schutzumfang: Wohnhaus, Garage, Gartenmauer - Denkmaltyp: Bauliche Anlage | Fotos hochladen                  |
| 33712 Wikidata | Hätschenkamp 22 (53° 38′ 59″ N, 9° 48′ 10″ O)          | Wohnhaus                                             | 1964–1965 von Architekt Richard Jannasch (Pinneberg); ein- bis zweigeschossiger Stahlbeton-Skelettbau, Berliner Dach, Verbindungsbau und Garage - Begründung: geschichtlich, künstlerisch - Schutzumfang: Wohnhaus, Verbindungsbau mit Garage - Denkmaltyp: Bauliche Anlage | Fotos hochladen                  |
| 33713 Wikidata | Hermanstraße (53° 39′ 49″ N, 9° 47′ 18″ O)             | Herman-Wupperman-Denkmal                             | 1902 von Bildhauer Clemens Buscher (Düsseldorf); auf hohem Marmorsockel mit zwei Begleitfiguren (Büsten) die Bronze-Halbfigur des tödlich verunglückten deutsch-amerikanischen Unternehmers Herman Wupperman (1852–1898) auf hohem Marmorsockel, ab 1878 Eigentümer der Union-Eisenwerke - Begründung: geschichtlich, künstlerisch, städtebaulich - Schutzumfang: gesamtes Objekt - Denkmaltyp: Bauliche Anlage | weitere Fotos \| Fotos hochladen |
| 54838          | Hogenkamp 34 (53° 38′ 22″ N, 9° 47′ 37″ O)             | Friedhofskapelle                                     | Friedhofskapelle; 1948/56, Architekt Klaus Groth; eingeschossiger, unterkellerter Ziegelbau unter reetgedecktem Walmdach mit säulengestützter Vorhalle, im Inneren keramische Plastik; Gedenkstein - Begründung: geschichtlich, künstlerisch, städtebaulich - Schutzumfang: Friedhofskapelle, Gedenkstein - Denkmaltyp: Bauliche Anlage | weitere Fotos \| Fotos hochladen |
| 25320 Wikidata | Jägerkamp 6 (53° 39′ 24″ N, 9° 48′ 24″ O)              | Wohnhaus                                             | Wohnhaus; 1932; Architekt: Johannes Lorenzen, Hamburg; zweigeschossiger Putzbau im Bauhausstil, Flachdach - Begründung: geschichtlich, städtebaulich - Schutzumfang: gesamtes Objekt - Denkmaltyp: Bauliche Anlage | Fotos hochladen                  |
| 38570 Wikidata | Kirchhofsweg 76 a (53° 39′ 13″ N, 9° 46′ 49″ O)        | Ev.-Luth. Lutherkirche                               | 1953–1954 von Groth und Meier erbaut; Stahlbeton-Skelettbau mit Backsteinausfachungen, freistehender Glockenturm - Begründung: geschichtlich, künstlerisch, städtebaulich - Schutzumfang: gesamtes Objekt - Denkmaltyp: Bauliche Anlage | weitere Fotos \| Fotos hochladen |
| 28296 Wikidata | Lindenstraße 10 (53° 39′ 33″ N, 9° 47′ 56″ O)          | Turnhalle, „Ernst-Paasch-Halle“                      | Turnhalle, Ernst-Paasch-Halle; 1891; Backsteingebäude im Stil der Neogotik mit quer vorgelagertem, zweigeschossigem Erschließungsbaukörper - Begründung: geschichtlich, städtebaulich - Schutzumfang: gesamtes Objekt - Denkmaltyp: Bauliche Anlage | weitere Fotos \| Fotos hochladen |
| 25337 Wikidata | Lindenstraße 16 (53° 39′ 34″ N, 9° 47′ 58″ O)          | Johannes-Brahms-Schule, Außenstelle Lindenstraße     | Johannes-Brahms-Schule, Außenstelle Lindenstraße; 1910; Architekt: Theodor Sievers; Zweigeschossiges Backsteingebäude mit weiß verputzten Flächen in Formen des Heimat- und Reformstils; Walmdach - Begründung: geschichtlich, städtebaulich - Schutzumfang: gesamtes Objekt - Denkmaltyp: Bauliche Anlage | weitere Fotos \| Fotos hochladen |
| 25338 Wikidata | Lindenstraße 17 (53° 39′ 35″ N, 9° 47′ 54″ O)          | Wohnhaus                                             | Wohnhaus; um 1900; giebelständiger eingeschossiger Satteldachbau mit Holzverschalung und reduziert historistischer Gliederung - Begründung: geschichtlich, künstlerisch, städtebaulich - Schutzumfang: gesamtes Objekt - Denkmaltyp: Bauliche Anlage | Fotos hochladen                  |
| 12921 Wikidata | Lindenstraße 19–21 (53° 39′ 35″ N, 9° 47′ 55″ O)       | Ehemalige Kreissparkasse                             | 1919 von Architekt Johann Theede; zweigeschossiger, neoklassizistischer Putzbau mit mittiger fünfachsiger Gaube, Berliner Dach - Begründung: geschichtlich, städtebaulich - Schutzumfang: gesamtes Objekt - Denkmaltyp: Bauliche Anlage | weitere Fotos \| Fotos hochladen |
| 25067 Wikidata | Moltkestraße 10 (53° 39′ 31″ N, 9° 47′ 50″ O)          | Kreishaus                                            | 1932 als Umbau des alten Krankenhauses durch Architekt Klaus Groth; zweigeschossiger Klinkerbau mit Satteldach, monumentaler Portikus mit Säulenstellung, figürliche Kunstkeramik von Ludolf Albrecht - Begründung: geschichtlich, städtebaulich - Schutzumfang: gesamtes Objekt - Denkmaltyp: Bauliche Anlage | Fotos hochladen                  |
| 13467 Wikidata | Moorweg 2 (53° 37′ 30″ N, 9° 46′ 53″ O)                | Ehemaliges Waldwärterhaus                            | ehem. Waldwärterhaus; 1934; eingeschossiges Fachwerkhaus mit Backsteinausfachungen und Satteldach; Nebengebäude; 1934; Architekt: Theodor Hansen; eingeschossiger Holzbau mit Querlamellen - Begründung: geschichtlich, Kulturlandschaft prägend - Schutzumfang: ehem. Waldwärterhaus, Nebengebäude - Denkmaltyp: Bauliche Anlage | Fotos hochladen                  |
| 116 Wikidata   | Oeltingsallee 3 (53° 39′ 6″ N, 9° 47′ 51″ O)           | Wohnhaus                                             | Wohnhaus; 1911; Baumeister: Bauunternehmer Oelting; eingeschossiger, giebelständiger Putzbau im Reform- und Heimatstil, Satteldach - Begründung: geschichtlich, städtebaulich - Schutzumfang: gesamtes Objekt - Denkmaltyp: Bauliche Anlage | Fotos hochladen                  |
| 25319 Wikidata | Oeltingsallee 9 (53° 39′ 6″ N, 9° 47′ 47″ O)           | Haus Niendorf                                        | Haus Niendorf; 1929-1931; Architekt: Klaus Groth; zweigeschossiges Backsteingebäude im Stil der Neuen Sachlichkeit, mit flachem Walmdach - Begründung: geschichtlich, künstlerisch, städtebaulich - Schutzumfang: gesamtes Objekt - Denkmaltyp: Bauliche Anlage | Fotos hochladen                  |
| 25006 Wikidata | Oeltingsallee 11 (53° 39′ 6″ N, 9° 47′ 46″ O)          | Villa                                                | Villa; 1914; Architekt: Max Brokmann, Dockenhuden; eingeschossige Backsteinvilla mit mittigem, zweiachsigem Zwerchhaus und Mansardwalmdach - Begründung: geschichtlich, städtebaulich - Schutzumfang: gesamtes Objekt - Denkmaltyp: Bauliche Anlage | Fotos hochladen                  |
| 33742 Wikidata | Oeltingsallee 20 (53° 39′ 8″ N, 9° 47′ 40″ O)          | Wohnhaus Albers                                      | Wohnhaus Albers; 1934–35; Architekt: Rudolf Lodders; zweigeschossiges Backsteinhaus mit durchfenstertem Standerker, darüber Altan an der Vorderfront, Walmdach - Begründung: geschichtlich, künstlerisch, städtebaulich - Schutzumfang: gesamtes Objekt - Denkmaltyp: Bauliche Anlage | Fotos hochladen                  |
| 25134 Wikidata | Oeltingsallee 23 (53° 39′ 6″ N, 9° 47′ 39″ O)          | Wohnhaus                                             | Wohnhaus; 1921; Baumeister: Bauunternehmer Christian Oelting; zweigeschossiges Eckgebäude aus Backstein mit Walmdach - Begründung: geschichtlich, städtebaulich - Schutzumfang: gesamtes Objekt - Denkmaltyp: Bauliche Anlage | Fotos hochladen                  |
| 1785 Wikidata  | Peinerweg 43 (53° 39′ 53″ N, 9° 47′ 5″ O)              | Wasserturm Pinneberg                                 | erbaut 1912 nach dem Vorbild des Husumer Wasserturms; Alteintragung (Aktualisierung vorgesehen) - Begründung: geschichtlich, städtebaulich, technisch - Schutzumfang: Alteintragung (Aktualisierung vorgesehen) - Denkmaltyp: Bauliche Anlage | weitere Fotos \| Fotos hochladen |
| 33767 Wikidata | Rellinger Straße 23 (53° 38′ 46″ N, 9° 48′ 58″ O)      | Wohn- und Wirtschaftsgebäude des ehem. Hofes Gätjens | Wohn- und Wirtschaftsgebäude des ehem. Hofes Gätjens; Außenhaut 2. Hälfte 19. Jahrhundert; eingeschossiges Backsteingebäude, traufständig, Reetdach - Begründung: geschichtlich, städtebaulich - Schutzumfang: gesamtes Objekt - Denkmaltyp: Bauliche Anlage | Fotos hochladen                  |
| 2741 Wikidata  | Rellinger Straße 37–39 (53° 38′ 54″ N, 9° 49′ 7″ O)    | Wohnhaus (Herrenhaus)                                | 1921 von Architekt Klaus Groth; eingeschossiges Haupthaus aus Backstein mit zweigeschossigem Mittelrisalit mit vorgelagertem kolossalem ionischem Säulenportikus mit Freitreppe; Bauherr war der Reeder Spethmann. Alteintragung (Aktualisierung vorgesehen) - Begründung: geschichtlich, Kulturlandschaft prägend - Schutzumfang: Alteintragung (Aktualisierung vorgesehen) - Denkmaltyp: Bauliche Anlage, Sachgesamtheit: Hofanlage Thesdorf | Fotos hochladen                  |
| 1489 Wikidata  | Rellinger Straße 37–39 (53° 38′ 52″ N, 9° 49′ 7″ O)    | Westliches Wirtschaftsgebäude                        | 1921 von Architekt Klaus Groth; flankierendes Nebengebäude zum Herrenhaus in neobarocker Prägung des Heimatstils; Alteintragung (Aktualisierung vorgesehen) - Begründung: geschichtlich, Kulturlandschaft prägend - Schutzumfang: Alteintragung (Aktualisierung vorgesehen) - Denkmaltyp: Bauliche Anlage, Sachgesamtheit: Hofanlage Thesdorf | Fotos hochladen                  |
| 2748 Wikidata  | Rellinger Straße 37–39 (53° 38′ 53″ N, 9° 49′ 9″ O)    | Östliches Wirtschaftsgebäude                         | 1921 von Architekt Klaus Groth; flankierendes Nebengebäude zum Herrenhaus in neobarocker Prägung des Heimatstils; Alteintragung (Aktualisierung vorgesehen) - Begründung: geschichtlich, Kulturlandschaft prägend - Schutzumfang: Alteintragung (Aktualisierung vorgesehen) - Denkmaltyp: Bauliche Anlage, Sachgesamtheit: Hofanlage Thesdorf | Fotos hochladen                  |
| 27644 Wikidata | Rellinger Straße 37–39 (53° 38′ 51″ N, 9° 49′ 8″ O)    | Toranlage                                            | 1921 von Architekt Klaus Groth; Alteintragung (Aktualisierung vorgesehen) - Begründung: geschichtlich, städtebaulich - Schutzumfang: Alteintragung (Aktualisierung vorgesehen) - Denkmaltyp: Bauliche Anlage, Sachgesamtheit: Hofanlage Thesdorf | Fotos hochladen                  |
| 25138 Wikidata | Rübekamp 2 (53° 39′ 40″ N, 9° 47′ 42″ O)               | Ehemaliges Kreishaus                                 | ehem. Kreishaus; 1892/1893; zweigeschossiger Putzbau mit mittigem fialenbekröntem Zwerchgiebel, Walmdach - Begründung: geschichtlich, städtebaulich - Schutzumfang: gesamtes Objekt - Denkmaltyp: Bauliche Anlage, Sachgesamtheit: Baugruppe Rübekamp/Dingstätte | weitere Fotos \| Fotos hochladen |
| 9364 Wikidata  | Rübekamp 33 (53° 39′ 37″ N, 9° 47′ 30″ O)              | Wohnhaus                                             | Alteintragung (Aktualisierung vorgesehen) - Begründung: geschichtlich, künstlerisch - Schutzumfang: gesamtes Objekt - Denkmaltyp: Bauliche Anlage | Fotos hochladen                  |
| 25334 Wikidata | Rübekamp 35 (53° 39′ 37″ N, 9° 47′ 29″ O)              | Lagergebäude der Firma Warncke                       | Lagergebäude der Firma Warncke; 1925; Backstein- und Holzkompositbauweise, expressionistische Holzfassade, Satteldach - Begründung: geschichtlich, technisch - Schutzumfang: gesamtes Objekt - Denkmaltyp: Bauliche Anlage | Fotos hochladen                  |
| 25315 Wikidata | Schauenburgerstraße 9 (53° 39′ 30″ N, 9° 47′ 37″ O)    | Villa Warncke                                        | erbaut wohl 1904, Anbau von 1911; zweigeschossiges, fünfachsiges Gebäude in historistischen Formen; mittiger übergiebelter Holzvorbau; Alteintragung (Aktualisierung vorgesehen) - Begründung: geschichtlich, künstlerisch - Schutzumfang: Alteintragung (Aktualisierung vorgesehen) - Denkmaltyp: Bauliche Anlage, Sachgesamtheit: Villa Warncke | Fotos hochladen                  |
| 32024 Wikidata | Schauenburgerstraße 9 (53° 39′ 31″ N, 9° 47′ 37″ O)    | Pferdestall (Remise)                                 | Remise; 1911; zweigeschossiger Backsteinbau mit Sandsteingliederungen und Zierfachwerk im Giebel, Satteldach - Begründung: geschichtlich, städtebaulich - Schutzumfang: gesamtes Objekt - Denkmaltyp: Bauliche Anlage, Sachgesamtheit: Villa Warncke | Fotos hochladen                  |
| 33775 Wikidata | Schillerstraße 12 (53° 39′ 59″ N, 9° 47′ 30″ O)        | Wohnhaus                                             | Wohnhaus; 1919; Architekt: Klaus Groth; eingeschossiges, giebelständiges Backsteinhaus, Satteldach - Begründung: geschichtlich, städtebaulich - Schutzumfang: gesamtes Objekt - Denkmaltyp: Bauliche Anlage | Fotos hochladen                  |
| 33783 Wikidata | Tangstedter Straße 20 (53° 39′ 34″ N, 9° 48′ 40″ O)    | Villa Lydia                                          | Villa Lydia; 1907; Architekt und Bauherr: Theodor Sievers; zweigeschossige Putzvilla im Reformstil mit Krüppelwalmdach - Begründung: geschichtlich, städtebaulich - Schutzumfang: gesamtes Objekt - Denkmaltyp: Bauliche Anlage | BW                               |
| 38722 Wikidata | Ulmenallee 9 (53° 40′ 5″ N, 9° 47′ 21″ O)              | Heilig-Geist-Kirche                                  | Heilig-Geist-Kirche; 1961–63; Architekt: Otto Andersen; Backsteinbau über dem Grundriss einer zum Sechseck gestauchten Raute, Satteldach - Begründung: geschichtlich, künstlerisch, städtebaulich - Schutzumfang: gesamtes Objekt - Denkmaltyp: Bauliche Anlage | weitere Fotos \| Fotos hochladen |
| 13666 Wikidata | Waldenauer Marktplatz 14 (53° 37′ 13″ N, 9° 47′ 40″ O) | Ehemaliges Herrenhaus des Guts Waldenau              | erbaut bis 1906 für den Hamburger Bankier Theodor Behrens; zweigeschossiger repräsentativer Bau im Reformstil, vielfältige Dachlandschaft; heute durch die „Schülerschule“ genutzt; ehem. Gutshaus Waldenau, heute Schülerschule; als Landsitz und Haupthaus einer Gutsanlage für einen Hamburger Bankier zu Beginn des 20. Jahrhunderts errichtet; zweigeschossiger repräsentativer Bau im Reformstil, vielfältige Dachlandschaft - Begründung: geschichtlich, städtebaulich - Schutzumfang: gesamtes Objekt - Denkmaltyp: Bauliche Anlage | weitere Fotos \| Fotos hochladen |
| 8520 Wikidata  | Waldenauer Weg 7 (53° 37′ 24″ N, 9° 47′ 36″ O)         | Bohlenscheune                                        | zum Hof Ramcke gehörende Bohlenscheune mit Reetdach aus dem 19. Jahrhundert Alteintragung (Aktualisierung vorgesehen) - Begründung: geschichtlich, Kulturlandschaft prägend - Schutzumfang: Alteintragung (Aktualisierung vorgesehen) - Denkmaltyp: Bauliche Anlage, Sachgesamtheit: Hof Ramcke Waldenau | Fotos hochladen                  |
| 8519 Wikidata  | Waldenauer Weg 9 (53° 37′ 23″ N, 9° 47′ 46″ O)         | Kate                                                 | zum Hof Ramcke gehörende Kate von 1802; Zweiständerhaus mit Reetdach; Alteintragung (Aktualisierung vorgesehen) - Begründung: geschichtlich, Kulturlandschaft prägend - Schutzumfang: Alteintragung (Aktualisierung vorgesehen) - Denkmaltyp: Bauliche Anlage, Sachgesamtheit: Hof Ramcke Waldenau | Fotos hochladen                  |

## Teile von baulichen Anlagen
| Objekt-ID      | Lage                                           | Offizielle Bezeichnung         | Beschreibung | Bild            |
| -------------- | ---------------------------------------------- | ------------------------------ | --- | --------------- |
| 24179 Wikidata | Bahnhofstraße 17 (53° 39′ 29″ N, 9° 47′ 56″ O) | Eingangsportal vom Amtsgericht | Eingangsportal des alten Amtsgerichts; 1907–08; neobarockes Portal aus Sandstein - Begründung: geschichtlich, städtebaulich - Schutzumfang: gesamtes Objekt - Denkmaltyp: Teil einer baulichen Anlage | Fotos hochladen |

## Gründenkmale
| Objekt-ID      | Lage                                     | Offizielle Bezeichnung | Beschreibung | Bild            |
| -------------- | ---------------------------------------- | ---------------------- | --- | --------------- |
| 28255 Wikidata | Fahlt (53° 39′ 18″ N, 9° 48′ 23″ O)      | Doppeleiche            | Doppeleiche; gepflanzt 1898 zum 50-jährigen Jubiläum der Schleswig-Holsteinischen Erhebung mit Gedenkstein - Begründung: geschichtlich, Kulturlandschaft prägend - Schutzumfang: gesamtes Objekt - Denkmaltyp: Gründenkmal | Fotos hochladen |
| 24836 Wikidata | Fahltsweide (53° 39′ 9″ N, 9° 48′ 25″ O) | Rosengarten            | Alteintragung (Aktualisierung vorgesehen) - Begründung: geschichtlich, städtebaulich, Kulturlandschaft prägend - Schutzumfang: Rosengarten, Säuleneichenrondell, drei Zierbrunnen - Denkmaltyp: Gründenkmal                | Fotos hochladen |

## Ehemalige Kulturdenkmale
Bis zum Inkrafttreten der Neufassung des schleswig-holsteinischen Denkmalschutzgesetzes am 30. Januar 2015 waren in der Stadt Pinneberg nachfolgend aufgeführte Objekte als Kulturdenkmale gemäß §1 des alten Denkmalschutzgesetzes (DSchG SH 1996) geschützt:

## Nicht mehr erhaltene ehemalige Kulturdenkmale
| Objekt-ID | Lage                                                 | Offizielle Bezeichnung                                 | Beschreibung | Bild                                    |
| --------- | ---------------------------------------------------- | ------------------------------------------------------ | --- | --------------------------------------- |
|           | Bahnhofstraße 5 (53° 39′ 23″ N, 9° 47′ 51″ O)        | Villa                                                  | | Fotos hochladen                         |
|           | Bahnhofstraße 18 (53° 39′ 33″ N, 9° 48′ 2″ O)        | Doppelhaus                                             | | BW                                      |
|           | Bahnhofstraße 24 (53° 39′ 34″ N, 9° 48′ 3″ O)        | Ehemalige Postgebäude                                  | | Fotos hochladen                         |
|           | Damm 32 (53° 39′ 33″ N, 9° 48′ 21″ O)                | Wohnhaus                                               | | BW                                      |
|           | Damm 45 (53° 39′ 34″ N, 9° 48′ 24″ O)                | Villa                                                  | | Fotos hochladen                         |
|           | Damm 81 (53° 39′ 27″ N, 9° 48′ 42″ O)                | Wohnhaus                                               | | Fotos hochladen                         |
|           | Fahlt (53° 39′ 17″ N, 9° 48′ 15″ O)                  | Parkanlage                                             | | BW                                      |
|           | Fahltskamp 11 (53° 39′ 38″ N, 9° 48′ 4″ O)           | Wohnhaus mit Gaststätte                                | | Fotos hochladen                         |
| Wikidata  | Fahltskamp 18 (53° 39′ 36″ N, 9° 48′ 8″ O)           | Katholische Kirche St. Michael                         | Baujahr 1906, Architekt Franz Hellenkamp | weitere Fotos \| Fotos hochladen        |
|           | Fahltskamp 61 (53° 39′ 27″ N, 9° 48′ 28″ O)          | Wohnhaus                                               | | Fotos hochladen                         |
|           | Fahltskamp 64 (53° 39′ 23″ N, 9° 48′ 34″ O)          | Wohnhaus                                               | | Fotos hochladen                         |
|           | Fahltskamp 70 (53° 39′ 18″ N, 9° 48′ 44″ O)          | Wohnhaus                                               | Fachwerk-Wohnhaus, als psychiatrische Tagesklinik genutzt Baujahr: 1766                                                                                    | Fotos hochladen                         |
|           | Fahltskamp 74 (53° 39′ 18″ N, 9° 48′ 40″ O)          | Krankenhaus                                            | Fünfgeschossiger Bau mit Flachdach, Südfassade mit durchgehenden Balkonbändern. Durch zahlreiche Umbauten ist der Ursprungszustand nicht mehr zu erkennen. | BW                                      |
|           | Haidkamp 18 bis 32 (53° 40′ 14″ N, 9° 47′ 56″ O)     | Baugruppe                                              | Architekt: Klaus Groth Baujahr: 1926 Im Baustil der Gartenstadtarchitektur errichtet.                                                                      | Fotos hochladen                         |
|           | Haidkamp 18/20 (53° 40′ 14″ N, 9° 47′ 57″ O)         | Wohnhaus                                               | Doppelhaus Architekt: Klaus Groth Baujahr: 1926 | Fotos hochladen                         |
|           | Haidkamp 22–28 (53° 40′ 15″ N, 9° 47′ 58″ O)         | Wohnhaus                                               | Vier Wohnungen Architekt: Klaus Groth Baujahr: 1926 | Fotos hochladen                         |
|           | Haidkamp 30/32 (53° 40′ 15″ N, 9° 47′ 58″ O)         | Wohnhaus                                               | Doppelhaus Architekt: Klaus Groth Baujahr: 1926 | Fotos hochladen                         |
|           | Holstenstraße 1 (53° 39′ 20″ N, 9° 48′ 44″ O)        | Villa                                                  | | Fotos hochladen                         |
|           | Koppelstraße 3 (53° 39′ 43″ N, 9° 47′ 32″ O)         | Wohnhaus                                               | | BW                                      |
|           | Koppelstraße 17–21 (53° 39′ 43″ N, 9° 47′ 27″ O)     |                                                        | | Fotos hochladen                         |
|           | Nienhöfener Straße 10 (53° 37′ 15″ N, 9° 47′ 51″ O)  | Scheune                                                | abgerissen im März 2014 | Fotos hochladen                         |
|           | Peiner Weg 9/10 (53° 39′ 53″ N, 9° 47′ 16″ O)        | Wohnhaus                                               | Backstein-Doppelhaus mit Ziergiebeln, zur Werkssiedlung Wupperman gehörig Siedlungsbau ab 1891                                                             | Fotos hochladen                         |
|           | Rübekamp 37 (53° 39′ 37″ N, 9° 47′ 27″ O)            | Wohnhaus                                               | | BW                                      |
|           | Schauenburgerstraße 23 (53° 39′ 34″ N, 9° 47′ 36″ O) | Wohnhaus                                               | | Fotos hochladen                         |
|           | Schauenburgerstraße 31 ()                            |                                                        | | Fotos hochladen                         |
|           | Oeltingsallee 5 ()                                   |                                                        | | Direkt Bild zu diesem Denkmal hochladen |
|           | Oeltingsallee 15 (53° 39′ 6″ N, 9° 47′ 44″ O)        | Wohnhaus                                               | | Fotos hochladen                         |
|           | Oeltingsallee 19 (53° 39′ 6″ N, 9° 47′ 41″ O)        | Wohnhaus                                               | | Fotos hochladen                         |
|           | Oeltingsallee 21 (53° 39′ 6″ N, 9° 47′ 40″ O)        | Wohnhaus                                               | | Fotos hochladen                         |
|           | Thesdorfer Weg (53° 38′ 44″ N, 9° 47′ 31″ O)         | Ehemalige Eggerstedt-Kaserne, Verwaltungsgebäude       | Bauzeit: 1937 bis 1940 | BW                                      |
|           | Thesdorfer Weg ()                                    | Ehemalige Eggerstedt-Kaserne, Lehrgebäude              | Bauzeit: 1937 bis 1940 | Direkt Bild zu diesem Denkmal hochladen |
|           | Thesdorfer Weg ()                                    | Ehemalige Eggerstedt-Kaserne, Wirtschaftsgebäude       | Bauzeit: 1937 bis 1940 | Direkt Bild zu diesem Denkmal hochladen |
|           | Thesdorfer Weg ()                                    | Ehemalige Eggerstedt-Kaserne, Kantine                  | Bauzeit: 1937 bis 1940 | Fotos hochladen                         |
|           | Thesdorfer Weg ()                                    | Ehemalige Eggerstedt-Kaserne, Wache                    | Bauzeit: 1937 bis 1940 | Fotos hochladen                         |
|           | Thesdorfer Weg ()                                    | Ehemalige Eggerstedt-Kaserne, sechs Mannschaftsgebäude | Bauzeit: 1937 bis 1940 | Fotos hochladen                         |
|           | Thesdorfer Weg ()                                    | Ehemalige Eggerstedt-Kaserne, Offiziersheim            | Bauzeit: 1937 bis 1940 | Direkt Bild zu diesem Denkmal hochladen |